# マン・レイ
マン・レイ（Man Ray, 出生名：エマニュエル・ラドニツキー Emmanuel Radnitzky, 1890年8月27日 - 1976年11月18日）は、アメリカ合衆国の写真家、画家、彫刻家、映画監督である。ヘルムート・ニュートンと共に、女性のヌード写真で有名である。ダダイストまたはシュルレアリストとして、多数のオブジェを制作したことでも知られる。レイヨグラフ、ソラリゼーションなど、さまざまな技法を駆使した。一方でストレートなポートレート（特に同時代の芸術家のポートレート）も得意とし、ファッション写真と呼べるような作品もあったりと、多種多様な写真作品群を残している。

## 生涯
1890年、エマニュエル・ラドニツキーとしてペンシルベニア州フィラデルフィアに生まれた。父親はユダヤ系ウクライナ人、母親はユダヤ系ベラルーシ人で、エマニュエルが長男で弟と2人の妹がいた。フィラデルフィアでは7歳までを過ごし、1897年に一家でニューヨークのブルックリン区に転居した。1904年には高校に入学して製図を学び、卒業後は出版社で図案を作ることで生活を立てながら、画廊に出入りするなどして画家として活動する。1912年、エマニュエルが22歳の頃に一家でラドニツキー姓からレイ姓に改名する。したがってマン・レイは本名である。
1913年にニューヨーク近郊に位置するリッジフィールドの芸術家村に移住し、ベルギー生まれの詩人アドン・ラクロアと出会う。翌年、アドンと結婚。1915年に初の個展を開催するが、プロの写真家に撮らせた作品の写真が気に入らなかったため、自らカメラを購入し作品を記録するようになる。同年、生涯の友となるマルセル・デュシャンと出会う。1921年には、デュシャンとレイにより『ニューヨーク・ダダ』誌が創刊されている。
1921年7月にはエコール・ド・パリの時代であったパリに渡り、同年6月にパリに戻っていた親友のデュシャンの紹介によってパリのダダイスト、シュルレアリストたちと交友を始める。レイヨグラフ、ソラリゼーションといった撮影技法を編み出し、翌年からは写真撮影で得た資金をもとにパリ14区モンパルナス界隈のカンパーニュ・プルミエール通り29番地に移り住む、。パリに渡って数か月後にはフランスの歌手・モデルであるキキ・ド・モンパルナスに出会い恋に落ちる。職業的な写真家として成功をおさめ、ファッション雑誌などに写真が掲載されるようになる。彫刻家コンスタンティン・ブランクーシと交友し、ブランクーシに写真の技術の手ほどきをする。ソラリゼーションを表現技法として最初に利用した。またこの時期には映画『理性への回帰』（1923年）、『骰子城の秘密』（1929年）、オブジェ『破壊されるべきオブジェ』（オリジナル：1923年）などを製作するようになる（→#映画の章も参照）。

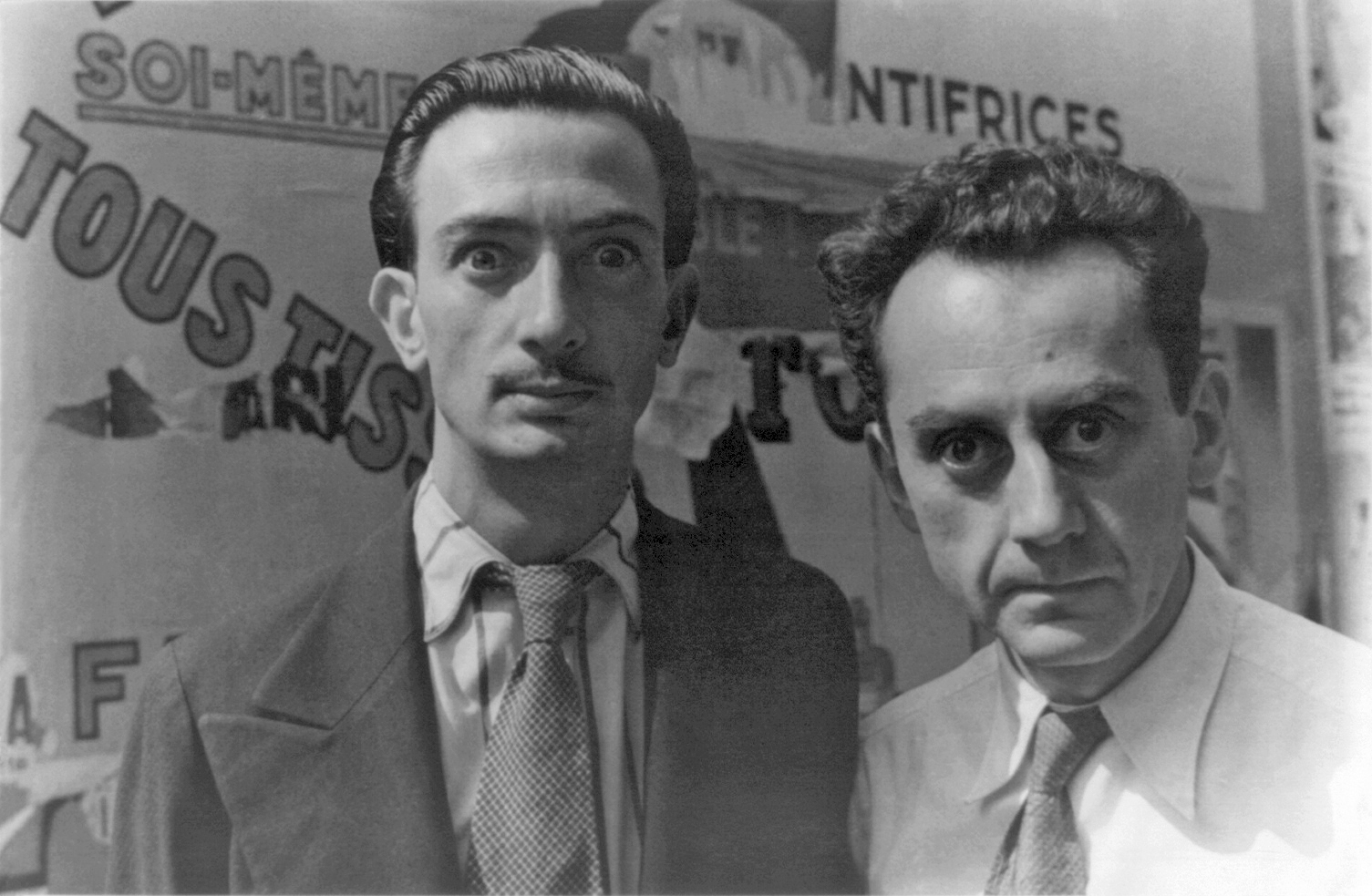
1934年、サルバドール・ダリ（左側）と。カール・ヴァン・ヴェクテン撮影

1925年、第1回国際シュルレアリスム展に参加。ともに参加した人物にはマックス・エルンスト 、パウル・クレー、アンドレ・マッソン、ジョアン・ミロ、パブロ・ピカソらがいる。シュルレアリスム的作品を手がける一方で、当時のアーティストたちの姿も写真に収めている。1929年にはキキと別れ、『ヴォーグ』の人気モデルでのちに戦場ジャーナリストとして活躍することになるリー・ミラーを弟子兼恋人にし、1932年まで交際した。1936年にはアドンとの離婚を成立させ、アドリエンヌ・フェドラン（通称：アディ）との交際を開始する。同年、ロンドンの画廊で開催されたパリ以外での初のシュルレアリスムの展覧会に参加している。またこの年から南フランスのムージャンでピカソ、アディらと夏を過ごすようになる。しかし第二次世界大戦が始まると、ユダヤ人の出自をマン・レイはアディと別れて1940年にアメリカに移り、ロサンゼルスで暮らすようになる。このころ、ハリウッドスターなどの写真を撮るが、パリにおいてほどの名声は得られなかった。1946年には、マックス・エルンストとドロテア・タニング、マン・レイとジュリエット・ブラウナーが合同で結婚式を挙げた。
1951年には再びフランスに渡って再びモンパルナス界隈カンパーニュ・プルミエール通りの31番地bisの建物に居住し、パリでの活動を再開。1969年にはボックスアートの『ペシャージュ』を作成。現在は日本の長野県にあるセゾン現代美術館に所蔵されている。1976年11月18日にパリで死去。墓はモンパルナス墓地にあり、ジュリエットと共に眠るマン・レイの墓碑には「Unconcerned, but not indifferent」と「Together Again」の文字が刻まれている。

## 映画
マン・レイはパリでの滞在期に、実験的なサイレント映画の制作も手がけている。
最初の作品『Le Retour à la Raison』（1923年）は、ダダイスムの映画版ともいえるものである。「理性への回帰」というタイトルに反し、その中身は釘や画鋲、塩や胡椒などをカメラを使用せず直にフィルムに振りかけたりして焼き付けたイメージ群の、脈絡のないコラージュであり、最後にかろうじて具象的なイメージとして女性の裸体が映される。
しかし、『Emak-Bakia』（1926年、バスク語で「ひとりにしてくれ」の意）においては、より具象的なイメージが用いられ、路上を走る車、砂浜での波などの屋外の風景も映されている。ストップモーションを用いての簡単なアニメーションなども試されている。
友人である詩人ロベール・デスノスの詩に触発された『L'Étoile de Mer』（1928年、「ひとで」の意）では、男女の悲恋の物語という、抽象的であるものの核となるストーリーの確立が見られ、人物の感情の動きに焦点が当てられている。その翌年には、ド・ノアイユ子爵夫妻の依頼を受けて『Les Mystéres du Château du Dé』（1929年、邦題『骰子城の秘密』）を制作した。なお、『Les Mystéres du Château du Dé』以外の作品にはキキが出演している。

## 書籍
- 『セルフ ポートレイト　マン・レイ自伝』千葉成夫訳、美術公論社、1981年／文遊社、2007年
- 『写真家　マン・レイ』飯島耕一訳、みすず書房、1983年
- 聞き手ピエール・ブルジャッド『マン・レイとの対話』松田憲次郎・平出和子訳、銀紙書房、1995年
- ニール・ボールドウィン『マン・レイ』鈴木主税訳、草思社、1993年
- ハーバート・ロットマン『マン・レイ 写真と恋とカフェの日々』木下哲夫訳、白水社、2003年
- 『マン・レイ　美の20世紀』アレクサンダー・ゲイムス解説、山梨俊夫監訳、朝木由香訳、二玄社、2007年。入門書
- 『マン・レイ』野村春久訳、創元社「ポケットフォト」、2010年。入門書
- 木水千里『マン・レイ　軽さの方程式』三元社、2018年
- 『マン・レイと女性たち』巖谷國士 監修、平凡社、2021年。展覧会カタログも兼ねる
- 『マン・レイのオブジェ 日々是好物』求龍堂、2022年。展覧会カタログも兼ねる

## 日本での主な展覧会
- 2004年 - 2005年「マン・レイ『私は謎だ。』展」[注釈 8]

（福井県立美術館、岡崎市美術博物館、埼玉県立近代美術館、山梨県立美術館、徳島県立近代美術館）
- 2010年「マン・レイ展」（国立新美術館）
- 2021年「マン・レイと女性たち展」（Bunkamuraザ・ミュージアム、長野県立美術館、新潟市美術館、神奈川県立近代美術館）